# 悼亡兒之歌
《悼亡兒之歌》（德語：Kindertotenlieder）乃古斯塔夫·馬勒作品，取材自弗里德里希·呂克特的詩句，於1901－1904年間創作，1905年出版。

## 背景
1901年7月，馬勒尚未結識未來的妻子愛爾瑪·辛德勒。當時他著手創作《悼亡兒之歌》五首曲子的三首，同時還為呂克特的其他詩譜寫音樂，並且趕寫兩套被用在他第5號交響曲的連篇歌曲，然後跟他稱為「悲劇交響曲」的第6號交響曲，同時完成於1904年。1904年的馬勒過著幸福的生活，次女安娜亦於6月15日出生，因此愛爾瑪對他「在半小時之前，還抱或吻著喜氣洋洋、身體健康的孩子的一個人，旋即又全副精神灌注在寫悼亡兒之歌」的對比感到吃驚。不幸的是，《悼亡兒之歌》彷彿是預言，馬勒的長女於1907年染病過世。

## 分析
悼亡兒之歌的曲目包括：
1. "Nun will die Sonn' so hell aufgeh'n"（輝煌的太陽正在上升）
2. "Nun seh' ich wohl, warum so dunkle Flammen"（我現在甚麼都明白了）
3. "Wenn dein Mütterlein"（你媽媽一進門時）
4. "Oft denk' ich, sie sind nur ausgangen!"（我常常以為孩子們只不過出去了一下）
5. "In diesem Wetter, in diesen Braus"（在這種暴風雨的天氣）

## 外部連結
- 馬勒《悼亡兒之歌》：国际乐谱典藏计划上的乐谱